# Rudolf Carnap
 Der er for få eller ingen kildehenvisninger i denne artikel, hvilket er et problem. Du kan hjælpe ved at angive troværdige kilder til de påstande, som fremføres i artiklen.

Rudolf Carnap (født 18. maj 1891, død 14. september 1970) var en tysk filosof og logiker. Carnap var en forgrundsfigur inden for den logiske positivisme og især i den såkaldte Wienerkreds. Han forlod Tyskland for USA i 1935 på grund af nazificeringen.
For Carnap bestod filosofiens opgave i den logiske analyse af (videnskabs)sproget, hvorved han var en af de første teoretikere at nyttiggøre de banebrydende logiske arbejder af Gottlob Frege, Bertrand Russell und Alfred North Whitehead for erkendelses- og videnskabsteoretiske spørgsmål
Inspireret af Bertrand Russells logiske konstruktioner forfattede Carnap 1928 Der logische Aufbau der Welt (Verdens logiske opbygning). Carnap argumenterer for, under indflydelse af den såkaldte gestaltpsykologi, at det umiddelbart givne er en helhed af hvad han kaldte elementaroplevelser. Ser man for eksempel på et maleri, så ser man ikke bare maleriet, men man føler også sin tyngde, hører lyde omkring sig og føler temperaturen. Denne helhed er en elementaroplevelse. De forskellige dele i oplevelsen når man ikke frem til ved at opdele helheden; i stedet sammenligner man elementaroplevelser, kvasianalyse.
I denne kvasianalyse kommer man til lighedserindringer hvor man opdager hvilket forhold der findes mellem to elementaroplevelser. Man sorterer elementaroplevelser i lighedskredse. Alle begreber skulle nu kunne definieres ved hjælp af lighedserindring.
Det såkaldte toleranceprincip i Logische Syntax der Sprache
I logikken findes der ingen moral. Enhver må bygge sin logik, dvs. sin form for sprog, efter forgodtbefindende. Men han må, hvis han vil diskutere med os, tydeligt angive, hvordan han vil gøre det.